# Municipio de Troy (Míchigan)
El municipio de Troy (en inglés: Troy Township) es un municipio ubicado en el condado de Newaygo en el estado estadounidense de Míchigan. En el año 2010 tenía una población de 283 habitantes y una densidad poblacional de 3,02 personas por km².

## Geografía
El municipio de Troy se encuentra ubicado en las coordenadas 43°46′47″N 85°59′0″O / 43.77972, -85.98333. Según la Oficina del Censo de los Estados Unidos, el municipio tiene una superficie total de 93.78 km², de la cual 90,24 km² corresponden a tierra firme y (3,77 %) 3,54 km² es agua.

## Demografía
Según el censo de 2010, había 283 personas residiendo en el municipio de Troy. La densidad de población era de 3,02 hab./km². De los 283 habitantes, el municipio de Troy estaba compuesto por el 96,11 % blancos, el 0,71 % eran afroamericanos, el 0,35 % eran amerindios, el 0,71 % eran de otras razas y el 2,12 % eran de una mezcla de razas. Del total de la población el 3,18 % eran hispanos o latinos de cualquier raza.